# Odilo Globocnik

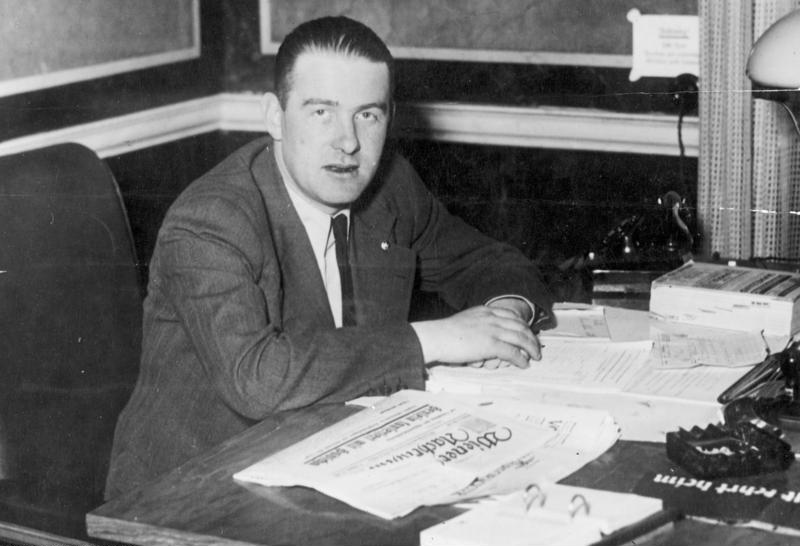
Odilo Globocnik som Gauleiter i Wien 1938.

Odilo Lotario Globocnik, kallad "Globus", född 21 april 1904 i Trieste, död 31 maj 1945 i Paternion, var en österrikisk nazistisk politiker av slovenskt ursprung, SS-Gruppenführer och generallöjtnant i polisen. Han var delaktig i genomförandet av Anschluss, Tredje rikets annektering av Österrike och utsågs till Gauleiter i Wien. Efter den tyska invasionen av Polen utsågs han till SS- och polischef i distriktet Lublin i Generalguvernementet.
I egenskap av chef för Operation Reinhard, nazisternas kodnamn för förintelsen av Generalguvernementets judar, var Globocnik ansvarig för förintelselägren Bełżec, Sobibór och Treblinka. Som verkställande chef för Ostindustrie GmbH bar han ansvar för exploateringen av judisk tvångsarbetskraft. År 1943 kommenderades Globocnik till norra Italien för att organisera deportationerna av judar samt bekämpningen av jugoslaviska partisaner. Globocnik greps av brittiska soldater den 31 maj 1945, men begick samma dag självmord.

## Biografi
Odilo Globocnik föddes i Trieste år 1904 och var son till ryttmästaren Franz Globocnik (1870–1919) och dennes hustru Anna (född Petschinka 1870). Fadern härstammade från Neumarktl (Tržič) i Slovenien, medan modern ledde sitt ursprung till Werschetz i Banatet. Efter att ha gått i folkskolan i sin födelsestad inledde Globocnik studier vid realskolan i Sankt Pölten. Hans modersmål var tyska, men han talade även italienska flytande. Vid denna tid tillhörde Trieste det österrikisk-ungerska imperiet, vilket upplöstes i samband med första världskrigets slut. Genom fredsfördraget i Saint-Germain år 1919 tillföll Trieste Italien och samma år flyttade familjen Globocnik till Klagenfurt i den nybildade staten Österrike. Från hösten 1919 till juli 1923 studerade han vid handelsskolan i Klagenfurt och arbetade som vaktmästare vid stadens järnvägsstation. Vid första världskrigets slut bildades Serbernas, kroaternas och slovenernas kungarike som 1929 fick namnet Kungariket Jugoslavien. Jugoslaviska trupper ockuperade södra Kärnten. Lantförsamlingen i Kärnten beslöt då att göra uppror, i vilket Globocnik deltog och dekorerades med Kärntska korset för tapperhet. Vid freden i Saint-Germain föranstaltades det om en folkomröstning om Kärnten skulle tillhöra Österrike eller Jugoslavien. Globocnik anslöt sig till en paramilitär organisation som ivrade för Kärntens tillhörighet till Österrike. Vid omröstningen röstade 70 procent för att Kärnten skulle tillhöra Österrike. År 1922 inträdde Globocnik i DNSAP (Deutsche Nationalsozialistische Arbeiterpartei), Österrikes motsvarighet till tyska NSDAP. Globocnik tog särskilt intryck av den österrikiske politikern Georg von Schönerer, som var pangermanist och utpräglad antisemit.

### Yrkesliv och politisk verksamhet
Globocnik fick 1923 sin första anställning vid Kärntner-Wasserkraft-AG (KAWAG) och verkade som byggnadsingenjör i Frantschach i Lavantdalen. Under andra hälften av 1920-talet och början av 1930-talet tjänstgjorde Globocnik som ingenjör vid flera kraftverksanläggningar. Han var bland annat byggledare vid byggfirman Rapatz. Globocnik blev medlem i NSDAP år 1931, men partiet förbjöds av den österrikiske förbundskanslern Engelbert Dollfuss 1933. Globocnik fortsatte trots detta att verka för nationalsocialismen och kom vid flera tillfällen att arresteras för politisk brottslighet. I juni 1933 mördades den judiske juveleraren Norbert Futterweit i Wien. Globocnik skall enligt flera historiker ha varit inblandad i detta dåd. Globocnik, som beskrivs som en fanatisk nazist, gjorde snabb karriär inom partihierarkin och kom att utgöra en av de viktigaste förbindelselänkarna mellan Adolf Hitler och de österrikiska nazisterna. Hitler hade alltsedan han utnämndes till tysk rikskansler i januari 1933 krävt att hans hemland, Österrike, skulle inlemmas i Tyskland. Den italienska regeringen under Benito Mussolini, som ivrigt värnade om Österrikes självständighet, motsatte sig detta och fruktade att Tyskland även skulle göra anspråk på de österrikiska områden som Italien hade annekterat efter första världskriget. På Mussolinis tillskyndan undertecknade Tyskland och Österrike ett avtal, i vilket Tyskland avsvor sig alla fordringar på Österrike. Kort därefter kallade Hitler Globocnik till Berghof för att instruera denne i planerna på Anschluss, Tysklands annektering av Österrike. Med tiden knöt Hitler och Mussolini närmare kontakt och Hitler försäkrade att han inte hade några territoriella krav på Italien, vilket ledde till att Mussolini övergav tanken på Österrikes autonomi. Globocnik var en av de personer som förberedde marken för Anschluss, som ägde rum den 12 mars 1938. Två månader senare utnämnde Hitler Globocnik till Gauleiter i Wien.
Globocnik utnyttjade sin maktposition som Gauleiter och gjorde sig skyldig till korruption då han för egen vinnings skull spekulerade i utländsk valuta. Han avskedades från sitt ämbete i januari 1939 och Reichsführer-SS, Heinrich Himmler, förflyttade honom till SS-Verfügungstruppe där han som Rottenführer (korpral) deltog i Polenfälttåget i september samma år. Globocnik blev dock redan i november 1939 rehabiliterad och befordrades till Brigadeführer (generalmajor).

### SS- och polischef i Lublin

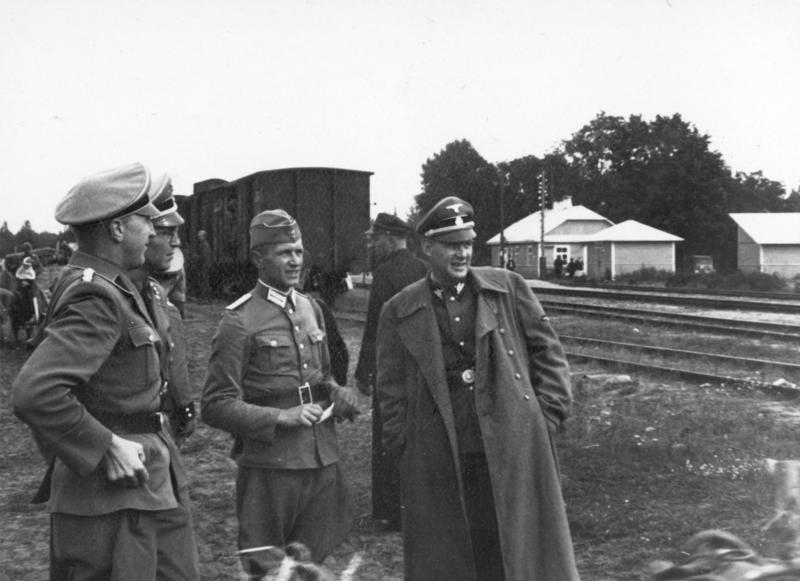
Odilo Globocnik (längst till höger) övervakar omflyttning av Volynien-tyskar 1940.

Efter sin rehabilitering och befordran utsågs Globocnik på order av Himmler till SS- och polischef (SSPF) i distriktet Lublin i Generalguvernementet. Globocnik gjorde en villa på Wieniawska-gatan till sitt residens. I egenskap av SS- och polischef lät han inrätta en rad tvångsarbetsläger, där lokala judar utnyttjades som slavarbetare åt rustningsföretaget Deutschen Ausrüstungswerke (DAW). Judar från tjugo läger uppförde en befästningslinje mellan floderna Bug och San.
Globocnik hamnade tidigt i konflikt med Generalguvernementets ståthållare Hans Frank och dennes underordnade Ernst Zörner, guvernör i distriktet Lublin. En maktkamp mellan Globocnik och Himmler å ena sidan och Frank och Zörner å den andra pågick under flera år. Med Himmler, som var rikskommissarie för den tyska folkstammens befästande, på sin sida kunde Globocnik beordra demografiska omflyttningar i distriktet och på så sätt utmana Franks och Zörners inflytande över civilförvaltningen.
I oktober 1941 hade Himmler och Globocnik flera möten, vid vilka de diskuterade planerna för Generalguvernementets judar. Vid mötet den 13 oktober fick Globocnik i uppdrag att uppföra förintelselägret Bełżec. I lägret skulle nazisterna utrota Lublindistriktets judar för att skapa utrymme för de judar som skulle deporteras från tyska riket. För Himmler utgjorde Generalguvernementet ett betydelsefullt provområde för nazismens rasutopier. Inom ramen för Generalplan Ost ämnade Globocnik rensa Lublindistriktet på såväl etniska polacker som judar. Åren 1942–1943 organiserade han Aktion Zamość, vilken innebar att drygt 110 000 polacker fördrevs för att ge plats åt 60 000 rikstyskar som var ämnade att bosätta sig i området kring Zamość i Lublindistriktet.

### Operation Reinhard

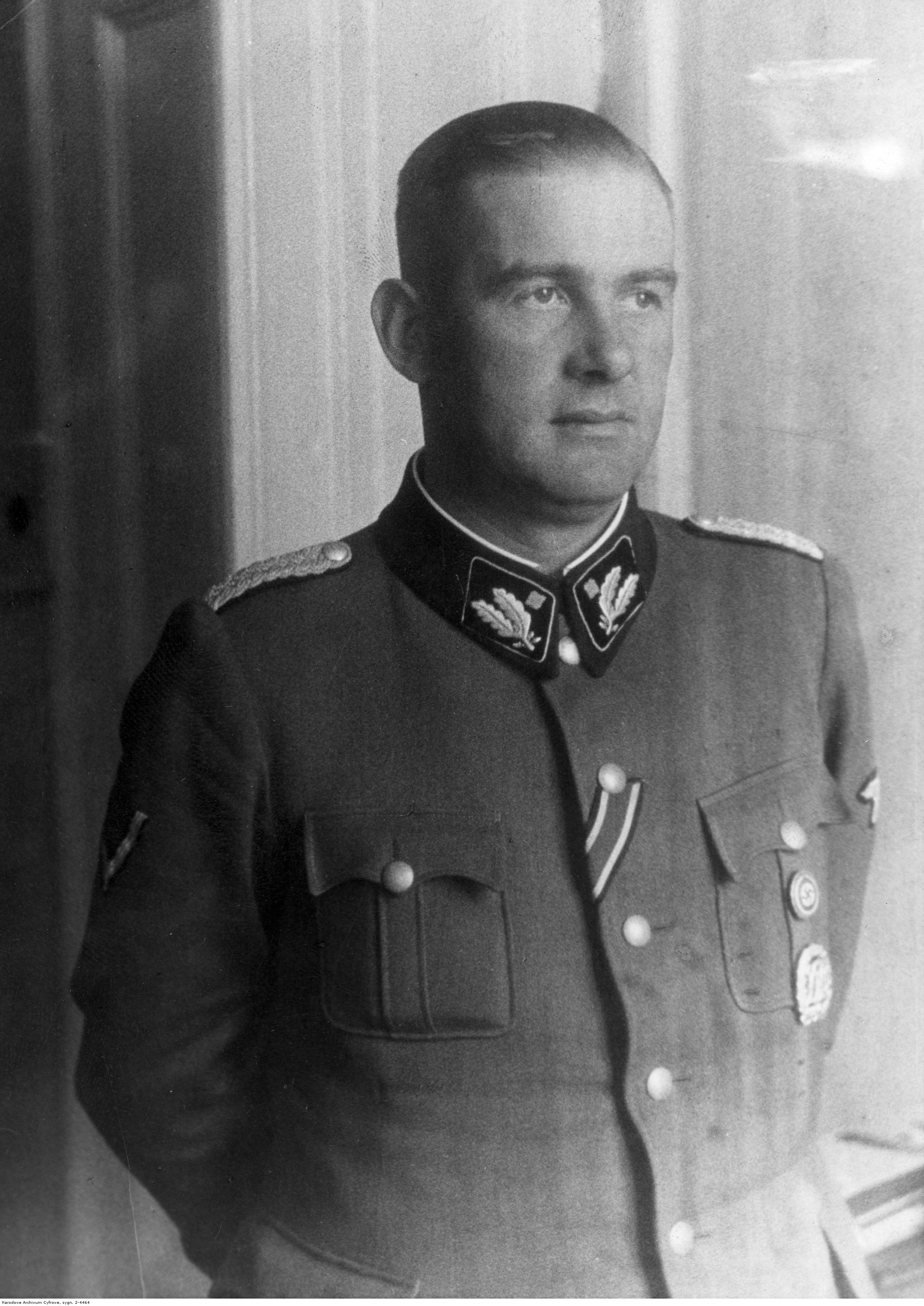
Odilo Globocnik som SS- och polischef i Lublin.

År 1942 utsågs Globocnik till chef för Operation Reinhard med ansvar för förintelselägren Bełżec, Sobibór och Treblinka. Han visade stor uppfinningsrikedom och effektivitet beträffande deportationer samt tortyr- och avrättningsmetoder. Globocnik motsatte sig initialt kremering av de mördades kroppar. Han menade, att det tyska folket skulle känna stolthet inför att man hade förintat den judiska rasen. Man borde inte dölja detta för framtida generationer. Enligt ett vittnesmål av Obersturmführer Kurt Gerstein skall Globocnik ha föreslagit att man i massgravarna skulle lägga ner bronsplattor med information om att det var de tyska nazisterna som "hade modet att utföra denna gigantiska uppgift". Globocnik anses vara skyldig till drygt en och en halv miljon judars död. Den 20 november 1943 ställde Himmler ett brev till Globocnik, i vilket han bland annat skrev:
| ” | Käre Globus! [---] Jag vill uttrycka min tacksamhet och uppskattning för den förnämliga och enastående insats som du gjort för hela det tyska folket genom att genomföra Aktion Reinhardt. | „ |

Med tiden kom Globocnik i allt hårdare stridigheter med civilförvaltningen i Lublindistriktet. Guvernören Zörner och i synnerhet dennes efterträdare Richard Wendler kritiserade Globocniks genomförande av Aktion Zamość och menade att folkomflyttningen hade orsakat ett kaos. Globocnik fick överhuvudtaget motta skarp kritik för administreringen av antijudiska och antipolska åtgärder och hans benägenhet att fatta beslut utan hänsyn till överordnade, till exempel Friedrich Wilhelm Krüger, Högre SS- och polischef i Generalguvernementet. I augusti 1943 beslöt Himmler att ersätta Globocnik med Jakob Sporrenberg på posten som SS- och polischef i Lublin. Adolf Hitler undertecknade entligandedokumentet.

### Operationszone Adriatisches Küstenland
Den 9 september 1943 slöt Italien vapenstillestånd med de allierade och inom kort hade Tyskland besatt landet och stabiliserat läget. Den 13 september utnämnde Himmler Globocnik till Högre SS- och polischef (Höhere SS- und Polizeiführer, HSSPF) för det nyinrättade distriktet Operationszone Adriatisches Küstenland, som bestod av italienska och jugoslaviska territorier med Trieste som huvudort. Himmler ansåg att Globocnik, som hade slutfört förintandet av Generalguvernementets judar och därmed visat både hänsynslöshet och beslutsamhet var rätt person för att leda kampen mot de jugoslaviska partisanerna samt påskynda deportationen av de italienska judarna. Med sig till Trieste hade Globocnik en rad av sina medarbetare från Lublin, däribland Christian Wirth, som hade varit inspektör för de tre förintelselägren inom Operation Reinhard, Franz Stangl, kommendant i Treblinka, Lorenz Hackenholt, gasningsexpert i Bełżec och Ernst Lerch, som varit stabschef i Lublin. Även som Högre SS- och polischef Operationszone Adriatisches Küstenland blev Globocnik indragen i strider. Han var underordnad Karl Wolff, militärguvernör i Italien, och Friedrich Rainer, Gauleiter i Kärnten och särskild kommissionär för Operationszone Adriatisches Küstenland, men sökte ideligen markera sitt oberoende av dem.
I Trieste lät Globocnik inom ramen för Einsatz R inrätta koncentrationslägret Risiera di San Sabba. Lägret hade två huvudfunktioner: Det tjänade som transitläger för de judar som skulle transporteras vidare till Auschwitz-Birkenau och det var fängelse och avrättningsplats för tillfångatagna italienska och jugoslaviska partisaner.

### Flykt och död
I andra världskrigets slutskede hade Globocnik sitt högkvarter i Cividale del Friuli, varifrån han flydde över Plöckenpasset och tog sig så småningom till Klagenfurt. Därifrån fortsatte han till Möslacher Alm i området vid Weißensee i Kärnten. Globocnik slog här följe med Friedrich Rainer, Ernst Lerch, Georg Michalsen och Hermann Höfle. Tillsammans ämnade de fly över gränsen till Italien, men gruppen greps av allierade soldater den 31 maj 1945 och fördes till Paternion. Efter ett första förhör begick Globocnik självmord genom att bita sönder en giftampull. Han skulle begravas på en kyrkogård vid floden Drava, men då prästen vägrade begrava "en sådan man" i vigd jord grävdes kroppen ned utan ceremoni utanför kyrkogården utan gravsten.

### Karriär inom SS
Globocnik blev Untersturmführer 1937 och avancerade till Gruppenführer und Generalleutnant der Polizei 1942.

### Privatliv
Globocnik hade 1922 förlovat sig med den fyra år yngre Margarete Michner. De kom att vara förlovade i sjutton år, innan Globocnik i november 1939, med Himmlers hjälp, slog upp förlovningen och två år senare betalade Michners far 8 000 riksmark för att helt avsluta affären. Globocnik hade vid den här tiden inlett ett förhållande med Irmgard Rickheim, sekreterare till en av hans medarbetare, Hans Maubach. Paret förlovade sig, men i april 1942 mottog Himmler ett brev från en anonym Sturmbannführer som informerade honom om att Globocniks fästmö vid en fest i Zakopane hade flörtat med alla officerare och betett sig avskyvärt. Den anonyme brevställaren ansåg att Globocniks fästmös beteende hotade att underminera hela SS. Globocnik rådfrågade Himmler huruvida han skulle slå upp förlovningen och Himmler svarade jakande. I maj 1943 företog chefen för Himmlers personliga stab, Maximilian von Herff, en tjänsteresa i Generalguvernementet och gav Himmler följande omdöme om Globocnik:
| ” | En fullblodsnatur med alla dess ljusa och mörka sidor. Bryr sig föga om det yttre, fanatiskt besatt av uppgiften, som han går in för till det yttersta, utan hänsyn till hälsa eller yttre tacksamhetsbevis. En av de bästa och starkaste pionjärerna i GG [Generalguvernementet]. Ansvarsmedveten, modig. Faktamänniska. Hans gåpåarmentalitet gör att han ofta glömmer de gränser som finns, men inte av personlig ärelystnad, utan för sakens skull. Framgången talar utan tvekan för honom. Det är viktigt att SS-Gruf. Globocnik snart gifter sig, så att han i detta rastlösa pionjärliv som tar musten ur honom får en fast punkt i hem och fru. Det skulle utan tvekan bidra till att SS-Gruf. Globocnik hushållar mer med sina krafter och därmed mognar för större uppgifter, som han utan tvekan har anlag för. | „ |

I oktober 1944 gifte sig Globocnik med Lore Peterschinegg (död 1974), som var ledare för Bund Deutscher Mädel i Kärnten. I januari 1946 födde hon sonen Peter.

## Befordringshistorik inom SS
Odilo Globocniks befordringshistorik
| Datum             | Tjänstegrad                                          | Kommentar  |
| ----------------- | ---------------------------------------------------- | ---------- |
| 9 november 1937   | Untersturmführer                                     |            |
| 23 maj 1938       | Standartenführer                                     |            |
| 28 september 1938 | Oberführer                                           |            |
| 3 juni 1939       | Rottenführer der Reserve der SS-Verfügungstruppe     | Degraderad |
| 1 november 1939   | Untersturmführer der Reserve der SS-Verfügungstruppe |            |
| 18 november 1939  | Brigadeführer                                        |            |
| 26 september 1941 | Generalmajor der Polizei                             |            |
| 9 november 1942   | Gruppenführer und Generalleutnant der Polizei        |            |

## Utmärkelser
- Tyska korset i guld: 7 februari 1945
- Tyska korset i silver: 20 januari 1945
- Järnkorset av första klassen: 1944
- Järnkorset av andra klassen: november 1940
- Krigsförtjänstkorset av första klassen med svärd: 21 april 1942
- Krigsförtjänstkorset av andra klassen med svärd
- NSDAP:s partitecken i guld: 30 januari 1939
- Sudetenlandmedaljen (Medaille zur Erinnerung an den 1. Oktober 1938)
- Anschlussmedaljen (Medaille zur Erinnerung an den 13. März 1938)
- DRL:s (Deutschen Reichsbund für Leibesübungen) sportmärke i brons
- SA:s idrottsutmärkelse i brons
- Hitlerjugends gyllene hedersutmärkelse: 15 maj 1944
- Antipartisanmärket i silver: 17 september 1944
- Ungerska förtjänstorden av första klassen
- Ungerska förtjänstorden av andra klassen
- Tyska välfärdsmedaljen av andra klassen
- Kung Zvonimirs kronorden av första klassen med stjärna och svärd: 14 november 1944
- SS-Julleuchter
- NSDAP:s tjänsteutmärkelse i silver
- SS-Ehrenring (Totenkopfring)
- SS Hederssvärd
- Kärntner Kreuz für Tapferkeit: 1920